# Karl von Stürgkh
El conde Karl von Stürgkh (Graz, 30 de octubre de 1859-Viena, 21 de octubre de 1916) fue un político y presidente del Consejo de Ministros austríaco.

## Vida
Nació el 30 de octubre de 1859. Pertenecía a una familia  noble de Estiria venida a menos. Conservador cuasi-reaccionario, era un mal orador y escritor, experto en educación. Su carrera política le debió bastante al apoyo del financiero y magnate periodístico Rudolf Sieghart.
Comenzó trabajando como funcionario en Graz en 1881. Luego pasó a trabajar en el Ministerio de Educación, hasta 1891. Abandonó el servicio público y se dedicó a la política, en la corriente izquierdista del Partido Alemán. Destacó como decidido opositor al sufragio universal y representante de los terratenientes en el Parlamento austriaco.
Del 10 de febrero de 1909 hasta el 3 de noviembre de 1911, fue ministro de Educación. En calidad de tal, abogó por el mantenimiento de la educación humanística característica de los gimnasios de la época.
En noviembre de 1911, después de la dimisión del gabinete de Paul Gautsch debido a las revueltas en Viena, se le nombró presidente del Consejo de Ministros de Austria. En 1913, ante la incapacidad de los políticos checos y alemanes para alcanzar un acuerdo político en Bohemia, clausuró su Dieta y entregó sus poderes a una comisión administrativa. Cuando los políticos checos reaccionaron estorbando las sesiones del Reichsrat, cerró este también y a partir de entonces gobernó por decreto —de acuerdo al artículo 14 de la Constitución cisleitana— hasta su muerte. Se negó a volver a reunir al Parlamento si no recibía garantías de lealtad de los diputados al Estado, actitud en la que contó con el respaldo del emperador.
Fue uno de los cinco políticos del imperio que decidieron la presentación del ultimátum a Serbia que desencadenó la Primera Guerra Mundial.
El 21 de octubre de 1916, fue asesinado por el político socialdemócrata Friedrich Adler durante su almuerzo en el restaurante del Hotel Meissl & Schadn, mientras comía con dos compañeros. Mientras le disparaba, Adler gritó: «¡Abajo el absolutismo! Queremos paz.».
El ministro de Finanzas, Ernest von Koerber, sucedió a Stürgkh al frente del Consejo de Ministros.

## Política
El 16 de marzo de 1914, se disolvió el Reichsrat y, a partir de este momento, se gobernó de manera autoritaria, caracterizada por una rigurosa censura de prensa. El país quedó sometido a una dictadura militar. Soslayó la solicitud de la oposición de restaurar las Cortes. En agosto de 1914, se aprobó una serie de leyes para lidiar con traidores y desafectos que impidió que parte de Cisleitania quedase directamente sometida a administración militar.
Perteneció, junto con el ministro de Asuntos Exteriores conde Leopold Berchtold, el jefe del Estado Mayor Franz Conrad von Hötzendorf, el ministro de Finanzas Leon von Biliński y el ministro de Guerra Alexander von Krobatin, al denominado «partido belicista». Este estaba a favor de una solución bélica a los problemas con Serbia. Para Stürgkh la guerra con Serbia representaba una oportunidad de disolver el vínculo existente entre el partido esloveno en Austria y el movimiento panserbio y yugoslavo.